# Persone di nome Andrzej
| Questa pagina contiene informazioni ricavate automaticamente dalle voci biografiche con l'ausilio del template Bio e di un bot. L'aggiornamento è periodico e automatico e ricostruisce completamente la pagina. Se manca una persona in questa lista, sei pregato di non aggiungerla, ma accertati piuttosto che la sua voce biografica contenga il template Bio e che i dati anagrafici siano correttamente compilati. Se il template Bio manca, inseriscilo tu stesso o, in alternativa, metti l'avviso {{tmp\|Bio}} che ne segnala la mancanza. Se i dati riportati sono sbagliati, correggi direttamente la voce biografica; le modifiche saranno visibili in questa lista entro pochi giorni. Per chiarimenti vedi il progetto antroponimi. La lista contiene solo le 122 persone che sono citate nell'enciclopedia e per le quali è stato implementato correttamente il template Bio. Pagina aggiornata al 16 ott 2024. |

Questa è una lista di persone presenti nell'enciclopedia che hanno il prenome Andrzej, suddivise per attività principale.

## Allenatori di calcio(2)
- Andrzej Lesiak, allenatore di calcio e ex calciatore polacco (Nowogród Bobrzański, n. 1966)
- Andrzej Rudy, allenatore di calcio e ex calciatore polacco (Ścinawa, n. 1965)

## Allenatori di pallacanestro(1)
- Andrzej Kuchar, allenatore di pallacanestro polacco (n. 1950)

## Allenatori di pallavolo(1)
- Andrzej Stelmach, allenatore di pallavolo e ex pallavolista polacco (Strzegom, n. 1972)

## Architetti(2)
- Andrzej M. Chołdzyński, architetto polacco (Lublino, n. 1960)
- Andrzej Tomaszewski, architetto, urbanista e storico dell'architettura polacco (Varsavia, n. 1934 - Berlino, † 2010)

## Arcivescovi cattolici(2)
- Andrzej Dzięga, arcivescovo cattolico polacco (Radzyń Podlaski, n. 1952)
- Andrzej Krzycki, arcivescovo cattolico e teologo polacco (Krzycko Małe, n. 1482 - Skierniewice, † 1537)

## Artisti marziali(1)
- Andrzej Bryl, artista marziale polacco (Cybinka, n. 1957 - Włościejewki, † 2020)

## Astronomi(2)
- Andrzej Kwiek, astronomo polacco (Varsavia, n. 1916 - Poznań, † 1953)
- Andrzej Udalski, astronomo polacco (Łódź, n. 1957)

## Attori(1)
- Andrzej Seweryn, attore polacco (Heilbronn, n. 1946)

## Calciatori(14)
- Andrzej Bledzewski, ex calciatore polacco (Gdynia, n. 1977)
- Andrzej Buncol, ex calciatore polacco (Gliwice, n. 1959)
- Andrzej Fischer, calciatore polacco (Swarzędz, n. 1952 - † 2018)
- Andrzej Iwan, calciatore polacco (Cracovia, n. 1959 - Cracovia, † 2022)
- Andrzej Jarosik, calciatore polacco (Sosnowiec, n. 1944 - Saint-Mandrier-sur-Mer, † 2024)
- Andrzej Juskowiak, ex calciatore polacco (Gostyń, n. 1970)
- Andrzej Kobylański, ex calciatore polacco (n. 1970)
- Andrzej Kubica, ex calciatore polacco (Będzin, n. 1972)
- Andrzej Niedzielan, ex calciatore polacco (Żary, n. 1979)
- Andrzej Pałasz, ex calciatore polacco (Zabrze, n. 1960)
- Andrzej Szarmach, ex calciatore e allenatore di calcio polacco (Danzica, n. 1950)
- Andrzej Woźniak, ex calciatore polacco (Konin, n. 1965)
- Andrzej Zgutczyński, ex calciatore polacco (Ełk, n. 1958)
- Andreej Zuczkowski, ex calciatore italiano (Macerata, n. 1946)

## Canoisti(1)
- Andrzej Gronowicz, ex canoista polacco (Piła, n. 1951)

## Cantanti(1)
- Andrzej Piaseczny, cantante e attore polacco (Pionki, n. 1971)

## Cardinali(1)
- Andrzej Maria Deskur, cardinale e arcivescovo cattolico polacco (Sancygniów, n. 1924 - Città del Vaticano, † 2011)

## Cestisti(13)
- Andrzej Adamek, ex cestista e allenatore di pallacanestro polacco (Wałbrzych, n. 1972)
- Andrzej Chmarzyński, cestista polacco (Radom, n. 1945 - Toruń, † 2019)
- Andrzej Kasprzak, cestista polacco (Lublino, n. 1946 - Biała Podlaska, † 2023)
- Andrzej Mazurczak, cestista polacco (Norridge, n. 1993)
- Andrzej Nartowski, cestista polacco (Kalisz, n. 1931 - Orsay, † 2003)
- Andrzej Pasiorowski, ex cestista polacco (Rawa Mazowiecka, n. 1946)
- Andrzej Perka, ex cestista polacco (Varsavia, n. 1941)
- Andrzej Pluciński, cestista polacco (Cracovia, n. 1915 - Londra, † 1963)
- Andrzej Pluta, ex cestista e allenatore di pallacanestro polacco (Ruda Śląska, n. 1974)
- Andrzej Pluta, cestista polacco (Ruda Śląska, n. 2000)
- Andrzej Pstrokoński, cestista e allenatore di pallacanestro polacco (Varsavia, n. 1936 - † 2022)
- Andrzej Seweryn, ex cestista polacco (Cracovia, n. 1948)
- Andrzej Żurawski, ex cestista polacco (n. 1959)

## Ciclisti su strada(1)
- Andrzej Sypytkowski, ex ciclista su strada polacco (Korsze, n. 1963)

## Compositori(4)
- Andrzej Koszewski, compositore e musicologo polacco (Poznań, n. 1922 - Poznań, † 2015)
- Andrzej Panufnik, compositore e direttore d'orchestra polacco (Varsavia, n. 1914 - Twickenham, † 1991)
- Andrzej Rohaczewski, compositore e organista polacco
- Andrzej Siwinski, compositore polacco

## Critici letterari(1)
- Andrzej Tadeusz Kijowski, critico letterario, poeta e giornalista polacco (Cracovia, n. 1954)

## Disc jockey(1)
- Gromee, disc jockey e produttore discografico polacco (Cracovia, n. 1978)

## Discoboli(1)
- Andrzej Krawczyk, ex discobolo polacco (Płońsk, n. 1976)

## Economisti(1)
- Andrzej Domański, economista e politico polacco (Cracovia, n. 1981)

## Filosofi(2)
- Andrzej Frycz Modrzewski, filosofo, teologo e scrittore polacco (Wolbórz, n. 1503 - † 1572)
- Andrzej Nowicki, filosofo polacco (Varsavia, n. 1919 - Varsavia, † 2011)

## Fisici(1)
- Andrzej Trautman, fisico e matematico polacco (Varsavia, n. 1933)

## Fotografi(1)
- Andrzej Dragan, fotografo polacco (Konin, n. 1978)

## Francescani(1)
- Andreas Chyliński, francescano e compositore polacco

## Generali(1)
- Tadeusz Kościuszko, generale e ingegnere polacco (Mieračoŭščyna, n. 1746 - Soletta, † 1817)

## Giocatori di calcio a 5(1)
- Andrzej Antos, ex giocatore di calcio a 5 polacco (Łódź, n. 1963)

## Ingegneri(1)
- Andrzej Górak, ingegnere polacco (Andrychów, n. 1951)

## Lottatori(4)
- Andrzej Głąb, ex lottatore polacco (n. 1966)
- Andrzej Skrzydlewski, lottatore polacco (Ksawerów, n. 1946 - Ksawerów, † 2006)
- Andrzej Supron, ex lottatore polacco (Varsavia, n. 1952)
- Andrzej Wroński, ex lottatore polacco (Kartuzy, n. 1965)

## Matematici(1)
- Andrzej Mostowski, matematico e logico polacco (Leopoli, n. 1913 - Vancouver, † 1975)

## Nobili(4)
- Andrzej Hieronim Zamoyski, nobile e politico polacco (Bieżuń, n. 1716 - Zamość, † 1792)
- Andrzej Maksymilian Fredro, nobile polacco (Przemyśl - Przemyśl, † 1679)
- Andrzej Poniatowski, nobile e generale polacco (Chojnik, n. 1735 - Vienna, † 1773)
- Andrzej Artur Zamoyski, nobile e politico polacco (Vienna, n. 1800 - Cracovia, † 1874)

## Pallavolisti(1)
- Andrzej Wrona, pallavolista polacco (Varsavia, n. 1988)

## Pianisti(1)
- Andrzej Jasiński, pianista polacco (Częstochowa, n. 1936)

## Pistard(1)
- Andrzej Bek, ex pistard polacco (Łódź, n. 1951)

## Politici(6)
- Andrzej Celiński, politico e attivista polacco (Varsavia, n. 1950)
- Andrzej Czuma, politico e avvocato polacco (Lublino, n. 1938)
- Andrzej Duda, politico e avvocato polacco (Cracovia, n. 1972)
- Andrzej Lepper, politico polacco (Główczyce, n. 1954 - Varsavia, † 2011)
- Andrzej Olechowski, politico polacco (Cracovia, n. 1947)
- Andrzej Stelmachowski, politico, giurista e insegnante polacco (Poznań, n. 1925 - Varsavia, † 2009)

## Presbiteri(1)
- Andrzej Halemba, presbitero e traduttore polacco (Chełm Śląski, n. 1954)

## Psichiatri(1)
- Andrzej Łobaczewski, psichiatra polacco (n. 1921 - † 2008)

## Pugili(2)
- Andrzej Gołota, ex pugile polacco (Varsavia, n. 1968)
- Andrzej Rżany, pugile polacco (Mielec, n. 1973)

## Registi(7)
- Andrzej Bartkowiak, regista, direttore della fotografia e attore polacco (Łódź, n. 1950)
- Andrzej Kostenko, regista, direttore della fotografia e sceneggiatore polacco (Łódź, n. 1936 - † 2024)
- Andrzej Kotkowski, regista e sceneggiatore polacco (Leopoli, n. 1940 - Varsavia, † 2016)
- Andrzej Munk, regista polacco (Cracovia, n. 1921 - Łowicz, † 1961)
- Andrzej Sekuła, regista e direttore della fotografia polacco (Breslavia, n. 1954)
- Andrzej Wajda, regista, sceneggiatore e direttore artistico polacco (Suwałki, n. 1926 - Varsavia, † 2016)
- Andrzej Żuławski, regista e sceneggiatore polacco (Leopoli, n. 1940 - Varsavia, † 2016)

## Saltatori con gli sci(1)
- Andrzej Stękała, saltatore con gli sci polacco (n. 1995)

## Schermidori(5)
- Andrzej Kostrzewa, ex schermidore polacco (Wolina, n. 1958)
- Andrzej Lis, ex schermidore polacco (Breslavia, n. 1959)
- Andrzej Piątkowski, schermidore polacco (Varsavia, n. 1934 - Varsavia, † 2010)
- Andrzej Rządkowski, schermidore polacco (Breslavia, n. 1998)
- Andrzej Witkowski, schermidore polacco (n. 1979)

## Scialpinisti(1)
- Andrzej Bargiel, scialpinista, arrampicatore e fondista di corsa in montagna polacco (Łętownia, n. 1988)

## Sciatori alpini(3)
- Andrzej Bachleda, ex sciatore alpino polacco (Zakopane, n. 1947)
- Andrzej Bachleda, ex sciatore alpino polacco (Zakopane, n. 1975)
- Andrzej Dereziński, ex sciatore alpino polacco (Poronin, n. 1944)

## Scrittori(7)
- Andrzej Kijowski, scrittore e critico letterario polacco (Cracovia, n. 1928 - Varsavia, † 1985)
- Andrzej Majewski, scrittore, fotografo e sceneggiatore polacco (Breslavia, n. 1966)
- Andrzej Perepeczko, scrittore polacco (Leopoli, n. 1930 - Danzica, † 2023)
- Andrzej Sapkowski, scrittore polacco (Łódź, n. 1948)
- Andrzej Saramonowicz, scrittore, giornalista e regista polacco (Varsavia, n. 1965)
- Andrzej Stasiuk, scrittore e poeta polacco (Varsavia, n. 1960)
- Andrzej Szczypiorski, scrittore e politico polacco (Varsavia, n. 1928 - Varsavia, † 2000)

## Sollevatori(1)
- Andrzej Cofalik, ex sollevatore polacco (Palowice, n. 1968)

## Storici(1)
- Andrzej Poppe, storico e bizantinista polacco (Wołomin, n. 1926 - Varsavia, † 2019)

## Storici dell'arte(1)
- Andrzej Ciechanowiecki, storico dell'arte, filantropo e collezionista d'arte polacco (Varsavia, n. 1924 - Londra, † 2015)

## Tennistavolisti(1)
- Andrzej Grubba, tennistavolista polacco (Brzeźno Wielkie, n. 1958 - Sopot, † 2005)

## Teosofi(1)
- Andrzej Towiański, teosofo polacco (Antašventė, n. 1799 - Zurigo, † 1878)

## Trombettisti(1)
- Andrzej Przybielski, trombettista polacco (Bydgoszcz, n. 1944 - Bydgoszcz, † 2011)

## Tuffatori(1)
- Andrzej Rzeszutek, tuffatore polacco (n. 1991)

## Velocisti(2)
- Andrzej Badeński, velocista polacco (Varsavia, n. 1943 - Wiesbaden, † 2008)
- Andrzej Zieliński, velocista polacco (Varsavia, n. 1936 - † 2021)

## Vescovi cattolici(7)
- Andrzej Dziuba, vescovo cattolico polacco (Pleszew, n. 1950)
- Andrzej Jastrzębiec, vescovo cattolico e diplomatico polacco (Vilnius, † 1398)
- Andrzej Stanisław Młodziejowski, vescovo cattolico polacco (Młodziejowice, n. 1717 - Varsavia, † 1780)
- Andrzej Siemieniewski, vescovo cattolico polacco (Breslavia, n. 1957)
- Andrzej Wojciech Suski, vescovo cattolico e docente polacco (Płock, n. 1941)
- Andrzej Stanisław Załuski, vescovo cattolico polacco (Luc'k, n. 1695 - Cracovia, † 1758)
- Andrzej Józef Śliwiński, vescovo cattolico polacco (Werblinia, n. 1939 - Elbląg, † 2009)

## Senza attività specificata(1)
- Andrzej Stefanek, ex pentatleta polacco (Zielona Góra, n. 1972)